# A lyga 2017
La A lyga 2017 è stata la 28ª edizione della massima divisione del campionato lituano di calcio. La stagione è iniziata il 3 marzo 2017 per concludersi il 19 novembre 2017. Il Sūduva ha vinto il campionato per la prima volta nella sua storia.

## Stagione

### Novità
Dalla A lyga 2016 era stato retrocesso il Kauno Žalgiris, mentre dalla 1 Lyga 2016 era stato promosso il Šilas Kazlų Rūda.

Il 24 febbraio 2017 la federazione lituana ha annunciato il ritiro del Šilas Kazlų Rūda dalla A lyga per difficoltà economiche e il ripescaggio del Kauno Žalgiris, che aveva già ottenuto una licenza di partecipazione alla A lyga, in sostituzione del Šilas Kazlų Rūda. Prima dell'inizio del campionato il Lietava Jonava ha cambiato denominazione in Jonava.

### Formula
Il campionato è composto di 8 squadre e ogni squadra affronta le altre squadre quattro volte, due volte in casa e due volte in trasferta, per un totale di 28 giornate. Le prime sei classificate accedono alla seconda fase per la definizione delle posizioni finali. La settima classificata disputa uno spareggio contro la seconda classificata della 1 Lyga per la permanenza in A lyga. L'ottava classificata retrocede direttamente in 1 Lyga.
Nella seconda fase ciascuna squadra affronta le altre una volta sola per un totale di cinque giornate, con le squadre che mantengono i punti conquistati nella stagione regolare. La squadra prima classificata è campione di Lituania ed è ammessa al secondo turno di qualificazione della UEFA Champions League 2018-2019. Le squadre classificate al secondo e terzo posto sono ammesse al primo turno di qualificazione della UEFA Europa League 2018-2019.

## Squadre partecipanti
| Club           | Stagione | Città       | Stadio                            | Stagione precedente  |
| -------------- | -------- | ----------- | --------------------------------- | -------------------- |
| Atlantas       | dettagli | Klaipėda    | Klaipėdos M. Centrinis Stadionas  | 4º posto in A lyga   |
| Jonava         | dettagli | Jonava      | Jonavos centrinis stadionas       | 6º posto in A lyga   |
| Kauno Žalgiris | dettagli | Kaunas      | S. Dariaus ir S. Girėno stadionas | 8º posto in A lyga   |
| Stumbras       | dettagli | Kaunas      | S. Dariaus ir S. Girėno stadionas | 5º posto in A lyga   |
| Sūduva         | dettagli | Marijampolė | ARVI Futbolo Arena                | 3º posto in A lyga   |
| Trakai         | dettagli | Trakai      | LFF stadionas (gioca a Vilnius)   | 2º posto in A lyga   |
| Utenis Utena   | dettagli | Utena       | Utenio stadionas                  | 7º posto in A lyga   |
| Žalgiris       | dettagli | Vilnius     | Stadio LFF                        | Campione di Lituania |

## Stagione regolare

### Classifica finale
|  | Pos. | Squadra        | Pt | G  | V  | N  | P  | GF | GS | DR  |
|  | ---- | -------------- | -- | -- | -- | -- | -- | -- | -- | --- |
|  | 1.   | Sūduva         | 59 | 28 | 17 | 8  | 3  | 65 | 28 | +37 |
|  | 2.   | Žalgiris       | 58 | 28 | 17 | 7  | 4  | 51 | 22 | +29 |
|  | 3.   | Trakai         | 54 | 28 | 15 | 9  | 4  | 45 | 22 | +23 |
|  | 4.   | Atlantas       | 33 | 28 | 8  | 9  | 11 | 33 | 33 | 0   |
|  | 5.   | Utenis Utena   | 32 | 28 | 8  | 8  | 12 | 24 | 41 | -17 |
|  | 6.   | Jonava         | 31 | 28 | 8  | 7  | 13 | 29 | 45 | -16 |
|  | 7.   | Stumbras       | 22 | 28 | 4  | 10 | 14 | 23 | 42 | -19 |
|  | 8.   | Kauno Žalgiris | 15 | 28 | 3  | 6  | 19 | 19 | 56 | -37 |

Legenda:
      Ammesse alla seconda fase
      Ammessa alla UEFA Europa League 2018-2019
 Ammessa allo spareggio promozione-retrocessione
      Retrocessa in 1 Lyga 2018
Note:
Tre punti a vittoria, uno a pareggio, zero a sconfitta.
La classifica viene stilata secondo i seguenti criteri:
- Punti conquistati
- Punti conquistati negli scontri diretti
- Differenza reti negli scontri diretti
- Differenza reti generale
- Reti totali realizzate
- Partite vinte
- Posizionamento delle squadre riserve nel campionato riserve

### Risultati

#### Partite (1-14)
|                  | Atl  | Kau  | Jon  | Stu  | Sūd  | Tra  | Ute  | Žal  |
| ---------------- | ---- | ---- | ---- | ---- | ---- | ---- | ---- | ---- |
| Atlantas         | –––– | 3-1  | 0-1  | 4-1  | 1-1  | 1-1  | 2-2  | 1-2  |
| Kauno Žalgiris   | 0-1  | –––– | 1-3  | 0-0  | 0-2  | 1-1  | 0-1  | 2-0  |
| Jonava           | 0-2  | 5-2  | –––– | 1-2  | 1-4  | 0-0  | 1-0  | 0-2  |
| Stumbras         | 1-1  | 3-0  | 1-0  | –––– | 1-2  | 1-1  | 1-1  | 1-3  |
| Sūduva           | 0-0  | 3-1  | 3-3  | 2-0  | –––– | 1-1  | 2-1  | 0-0  |
| Trakai           | 4-1  | 4-1  | 1-0  | 1-0  | 2-0  | –––– | 1-0  | 0-1  |
| Utenis Utena     | 0-3  | 1-0  | 1-1  | 0-0  | 2-4  | 1-0  | –––– | 0-4  |
| Žalgiris Vilnius | 1-0  | 1-0  | 2-1  | 4-1  | 3-1  | 1-1  | 0-1  | –––– |

#### Partite (15-28)
|                  | Atl  | Kau  | Jon  | Stu  | Sūd  | Tra  | Ute  | Žal  |
| ---------------- | ---- | ---- | ---- | ---- | ---- | ---- | ---- | ---- |
| Atlantas         | –––– | 1-1  | 0-1  | 3-2  | 1-2  | 0-1  | 0-1  | 1-1  |
| Kauno Žalgiris   | 0-1  | –––– | 1-0  | 0-2  | 1-5  | 1-2  | 1-1  | 1-1  |
| Jonava           | 2-1  | 2-1  | –––– | 1-1  | 0-5  | 1-3  | 1-3  | 1-2  |
| Stumbras         | 0-3  | 0-1  | 0-0  | –––– | 1-3  | 0-0  | 0-3  | 1-1  |
| Sūduva           | 1-1  | 5-0  | 1-1  | 4-2  | –––– | 5-1  | 2-0  | 3-0  |
| Trakai           | 2-0  | 5-1  | 0-0  | 1-0  | 2-3  | –––– | 3-0  | 2-2  |
| Utenis Utena     | 1-1  | 0-0  | 1-2  | 1-1  | 1-0  | 0-4  | –––– | 1-2  |
| Žalgiris Vilnius | 3-0  | 3-1  | 5-0  | 1-0  | 1-1  | 0-1  | 5-0  | –––– |

## Seconda fase

### Classifica finale
|  | Pos. | Squadra      | Pt | G  | V  | N  | P  | GF | GS | DR  |
|  | ---- | ------------ | -- | -- | -- | -- | -- | -- | -- | --- |
|  | 1.   | Sūduva       | 71 | 33 | 21 | 8  | 4  | 73 | 31 | +42 |
|  | 2.   | Žalgiris     | 67 | 33 | 20 | 7  | 6  | 62 | 31 | +31 |
|  | 3.   | Trakai       | 64 | 33 | 18 | 10 | 5  | 53 | 27 | +26 |
|  | 4.   | Jonava       | 38 | 33 | 10 | 8  | 15 | 40 | 53 | -13 |
|  | 5.   | Atlantas     | 36 | 33 | 8  | 12 | 13 | 39 | 43 | -4  |
|  | 6.   | Utenis Utena | 33 | 33 | 8  | 9  | 16 | 30 | 56 | -26 |

Legenda:
      Campione di Lituania e ammessa alla UEFA Champions League 2018-2019
      Ammesse alla UEFA Europa League 2018-2019
Note:
Tre punti a vittoria, uno a pareggio, zero a sconfitta.
La classifica viene stilata secondo i seguenti criteri:
- Punti conquistati
- Spareggio (solo per decidere la squadra campione)
- Punti conquistati negli scontri diretti
- Differenza reti negli scontri diretti
- Differenza reti generale
- Reti totali realizzate
- Partite vinte
- Posizionamento delle squadre riserve nel campionato riserve

### Risultati
|                  | Atl  | Jon  | Sūd  | Tra  | Ute  | Žal  |
| ---------------- | ---- | ---- | ---- | ---- | ---- | ---- |
| Atlantas         | –––– |      |      |      | 2-2  | 0-3  |
| Jonava           | 2-2  | –––– |      |      | 3-0  |      |
| Sūduva           | 1-0  | 2-1  | –––– |      |      | 3-0  |
| Trakai           | 2-2  | 2-1  | 1-0  | –––– |      |      |
| Utenis Utena     |      |      | 1-2  | 1-3  | –––– |      |
| Žalgiris Vilnius |      | 2-4  |      | 1-0  | 5-2  | –––– |

## Spareggio salvezza
Allo spareggio salvezza sono state ammesse la settima classificata in A lyga, lo Stumbras, e la seconda classificata in 1 Lyga, il Banga Gargždai.
|                | Risultati |                | Luogo e data              |
| -------------- | --------- | -------------- | ------------------------- |
| Banga Gargždai | 1 - 2     | Stumbras       | Gargždai, 28 ottobre 2017 |
| Stumbras       | 3 - 0     | Banga Gargždai | Kaunas, 4 novembre 2017   |
|                |           |                |                           |

## Statistiche

### Classifica marcatori
| Gol |  |  | Giocatore         | Squadra  |
| --- |  |  | ----------------- | -------- |
| 19  |  |  | Darvydas Šernas   | Žalgiris |
| 14  |  |  | Karolis Laukžemis | Sūduva   |
| 11  |  |  | Elivelto          | Žalgiris |
| 11  |  |  | Andrej Panjukov   | Atlantas |
| 10  |  |  | Semir Kerla       | Sūduva   |
| 9   |  |  | Oscar Dorley      | Trakai   |
| 9   |  |  | Maksim Maksimov   | Trakai   |
| 7   |  |  | Bahrudin Atajić   | Žalgiris |